# 万国俱乐部旧址
万国俱乐部旧址位于中国福建省厦门市鼓浪屿，是全国重点文物保护单位鼓浪屿近代建筑群的子项目之一。
万国俱乐部是专供领事馆官员和其他机构高级官员娱乐的建筑，坐东北朝西南，砖石结构，共四层，建筑平面上呈一字形，立面设计朴实，是具有一定现代特征的殖民地外廊式建筑。